# Beausite
Beausite és un municipi francès situat al departament del Mosa i a la regió del Gran Est. L'any 2007 tenia 287 habitants.

## Demografia

### Població
El 2007 la població de fet de Beausite era de 287 persones. Hi havia 124 famílies, de les quals 40 eren unipersonals (16 homes vivint sols i 24 dones vivint soles), 40 parelles sense fills, 36 parelles amb fills i 8 famílies monoparentals amb fills.
La població ha evolucionat segons el següent gràfic:
Habitants censats

### Habitatges
El 2007 hi havia 162 habitatges, 127 eren l'habitatge principal de la família, 13 eren segones residències i 22 estaven desocupats. 151 eren cases i 9 eren apartaments. Dels 127 habitatges principals, 105 estaven ocupats pels seus propietaris, 18 estaven llogats i ocupats pels llogaters i 4 estaven cedits a títol gratuït; 2 tenien una cambra, 4 en tenien dues, 7 en tenien tres, 31 en tenien quatre i 83 en tenien cinc o més. 98 habitatges disposaven pel capbaix d'una plaça de pàrquing. A 74 habitatges hi havia un automòbil i a 42 n'hi havia dos o més.

## Economia
El 2007 la població en edat de treballar era de 177 persones, 129 eren actives i 48 eren inactives. De les 129 persones actives 111 estaven ocupades (66 homes i 45 dones) i 18 estaven aturades (10 homes i 8 dones). De les 48 persones inactives 23 estaven jubilades, 13 estaven estudiant i 12 estaven classificades com a «altres inactius».

### Ingressos
El 2009 a Beausite hi havia 124 unitats fiscals que integraven 276 persones, la mediana anual d'ingressos fiscals per persona era de 16.511 €.

### Activitats econòmiques
Dels 13 establiments que hi havia el 2007, 5 eren d'empreses extractives, 1 d'una empresa de fabricació d'altres productes industrials, 3 d'empreses de comerç i reparació d'automòbils, 2 d'empreses de transport i 2 d'empreses de serveis.
Dels 2 establiments de servei als particulars que hi havia el 2009, 1 era una oficina d'administració d'Hisenda pública i 1 oficina de correu.
L'any 2000 a Beausite hi havia 22 explotacions agrícoles que ocupaven un total de 2.318 hectàrees.

## Poblacions més properes
El següent diagrama mostra les poblacions més properes.